# Paradise (Utah)
Paradise is een plaats (town) in de Amerikaanse staat Utah, en valt bestuurlijk gezien onder Cache County.

## Demografie
Bij de volkstelling in 2000 werd het aantal inwoners vastgesteld op 759.
In 2006 is het aantal inwoners door het United States Census Bureau geschat op 669, een daling van 90 (-11,9%).

## Geografie
Volgens het United States Census Bureau beslaat de plaats een oppervlakte van
2,9 km², geheel bestaande uit land. Paradise ligt op ongeveer 1494 m boven zeeniveau.

## Plaatsen in de nabije omgeving
De onderstaande figuur toont nabijgelegen plaatsen in een straal van 12 km rond Paradise.